# 被指控嫖娼的中國異見人士
改革開放以來，中华人民共和国國內多位異見人士在中國內地被政府以涉嫌嫖娼逮捕。中华人民共和国境内，性服务业虽然非法，但仍极为发达和活跃。按照《中华人民共和国刑法》等法規，嫖娼在中華人民共和國是違法行為，但并非犯罪。而根據2006年在中國內地實施的《治安管理處罰法》，因嫖娼可被拘留至多15日。公安机关拥有拘留嫖娼者的權力。

## 部分因被指嫖娼遭拘捕的異見人士

### 中國大陆
- 1998年，異見政黨中國民主黨上海支部創辦人韓立法及蔡桂華以嫖娼为由送勞動教養[5]。2009年，韩立法再度被指控嫖娼[6]。
- 据蘋果日報报道，異見作家劉水常曾因為要求平反六四事件而在深圳以嫖娼为由被送劳动教养[5]。
- 2002年9月20日，異見人士姚振祥被上海公安以嫖娼为由送勞動教養三年[5][7]。
- 2013年，艾未未事件中的攝影師徐偉因協助艾未未工作而在北京以「嫖妓」为由被拘留[5][8]。
- 2013年，網路名人薛蠻子因涉嫌嫖娼在北京被拘留，而由於這個消息是由孔慶東所曝出，該事件引起了社會關注[9]。
- 2015年3月26日晚上，透過在新浪微博上曝光公車私用車輛而作出監督的廣州人、「全國監督公車私用第一人」區少坤（区伯），在長沙監督公車私用時被當地警方因嫖娼拘留，并处行政拘留5天[10]。
- 2020年7月6日上午，北京警方拘留了法学教授许章润。一名警察曾告诉许章润的妻子，他被拘留的原因是上周四（2日）于成都嫖娼。[11]

### 香港
- 2004年，香港立法會選舉的九龍東候選人、民主黨成員何偉途在東莞公幹期間被公安以嫖妓为由拘捕，及後被送入勞教所，直至2005年1月28日選舉完畢數月後才釋放返香港。[12]
- 2019年-2020年香港反對逃犯條例修訂草案運動期間：
  - 2019年8月9日，深圳市罗湖警方将英國駐香港總領事館僱員鄭文傑以嫖娼為由处以行政拘留15日的处罚。因鄭文傑自述：“觉得这件事很丢脸，就不太好意思告诉家里人知道这件事，所以就选择不通知家里人”[13]使警方未向外界公开此案件，这使得外界就鄭文傑失蹤事件引发了讨论。随后深圳市罗湖警方将鄭文傑在深圳罗湖麗水雲間休閒會所于3个不同时间与不同女性进入会所房间然后离开的视频与鄭文傑面对镜头忏悔的视频公开[13]。同年8月24日，郑文杰行政拘留期满，如期释放返港[14]。有部分媒体認為麗水雲間並不提供色情服務，只是一間普通場所[15][16]。
  - 香港抗爭人道組織國難忠醫的一位創辦人於2020年1月8日在廣州讀書期間被公安以嫖娼为由拘留[17]，广州中医药大学校方稱民警在廣州市越秀區上苑酒店查处郭同學和同場一名賣淫女子[18]，地點與被捕者身邊人士說辭不一[19]，有指被帶走地點實為學校宿舍[17]。在15天拘留期满后，該負責人安全返港回家。[20]

## 爭議
《蘋果日報》的評論认为中華人民共和國政府往往會透過桃色敲詐、插贓嫁禍或誣告的方法對異見人士作出拘留，以達到打壓和污名化的效果。
中國政法大學刑事法律研究中心主任陳光中指出，中華人民共和國現行法律制度下對公安機關沒有足夠制約，因此公安機關能夠濫用權力。
在《九評共產黨》的第九評中，法輪功信徒指称中華人民共和國政府製造「嫖娼」、「偷税」等「民事刑事罪」，来把他们投入监狱。根据现行相关法律法规，嫖娼并未规定为犯罪，单次「嫖娼」最高仅能于看守所拘留15日，而无法投入监狱；但在2013年末，勞動教養制度被廢除之前，情节较重的嫖娼可以被處以最多三年的勞動教養。2010年代，輿論再指控中華人民共和國政府公器私用，向多名持有異見而有影響力的網路名人製造「嫖娼」而拘留，中國內地網民因而有「順我者昌，逆我者嫖娼」的說法。另一方面，两岸三地社会普遍存在“十男九嫖”的说法。
针对這些指控，中華人民共和國政府通常會表示被指嫖娼者對嫖娼的違法事實供認不諱，以及稱公安機關在被指嫖娼者被行政拘留期間依法保障了被指嫖娼者的各項合法權益。
《环球时报》有评论称，将因嫖娼被抓的异见人士看作“政治蒙难者”是“西方舆论在针对中国向世界撒一个弥天大谎”，部分异见人士其实是假“民主”之名在欺世盗名，是被塑造成“义士”的流氓。
亦有评论认为，异见人士嫖娼被抓谈不上“打击言论自由”，异见人士这个身份不能让他们拥有法律对其网开一面的特权。